# Lo Zucco
Lo Zucco è una località agricola situata fra i comuni di Montelepre, Giardinello, Terrasini e Partinico. Sebbene oggi appaia tranquilla e quasi abbandonata, la località dello Zucco è stata protagonista di vicende storiche importanti dal punto di vista dell'innovazione economica e dei movimenti positivisti degli aristocratici illuminati dell'800.

## La Storia e il duca d'Aumale
Colui che fu a capo dell'accennata innovazione fu il duca Henry d'Aumale, appartenente ad un ramo della famiglia di Orlèans di Francia.  Nell'800 decise di acquisire da don Vincenzo Grifeo duca di Floridia e principe di Partanna circa 6 000 ettari di terreno, ecco che fra vallate, sorgenti, vecchi percorsi sterrati sorgeva la tenuta dello Zucco.
Dai documenti disponibili, quali la Rivista industriale, commerciale ed agricola della Sicilia, è possibile individuare l'idea del duca d'Aumale: creare una forte attività imprenditoriale ricca d'innovazione, rendendo quel povero centro siciliano un ricco centro produttivo, di stampo autarchico. 
Oltre le vallate, nel cuore del feudo, nascosto fra la vegetazione si trovava l'abitazione del duca: un borgo, che racchiudeva in sé un frantoio, cantine, scuderie e alloggi.

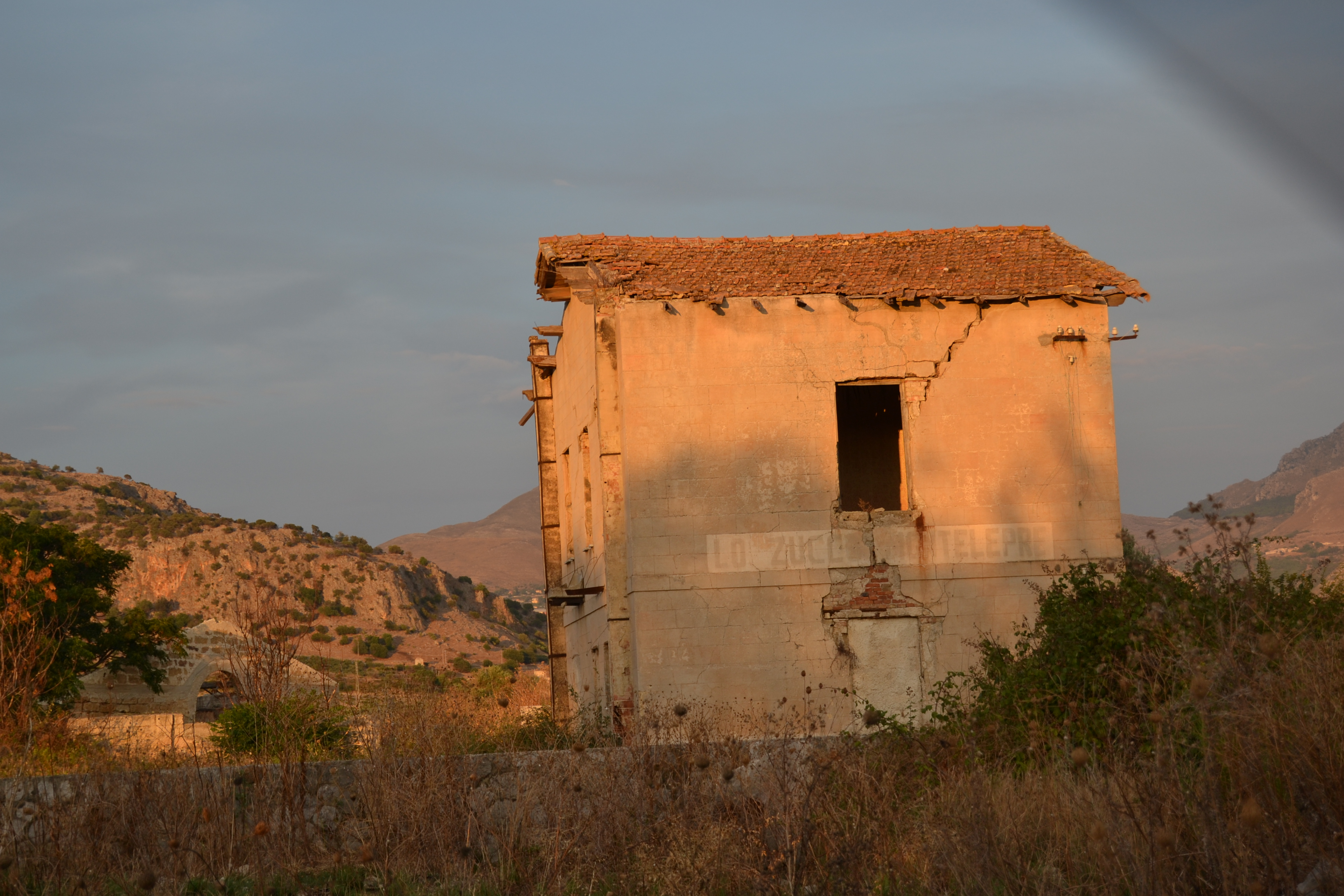
Casello dello Zucco.

Dai documenti provenienti dall'Archivio di Parigi “Branche d'Orléans”, è possibile osservare una serie di progetti, disegni, carteggi ed altro, risalenti all'Ottocento, che ci permettono di conoscere con precisione il patrimonio siciliano degli Orlèans, la loro attività in Sicilia era basata essenzialmente sulla coltivazione e lavorazione dell'uva e dell'ulivo.
L'innovazione del duca portò alla realizzazione di un vino, chiamato “Lo Zucco” che gli assicurò un successo invidiabile, fu presentato anche all'esposizione nazionale di Palermo del 1891-92.

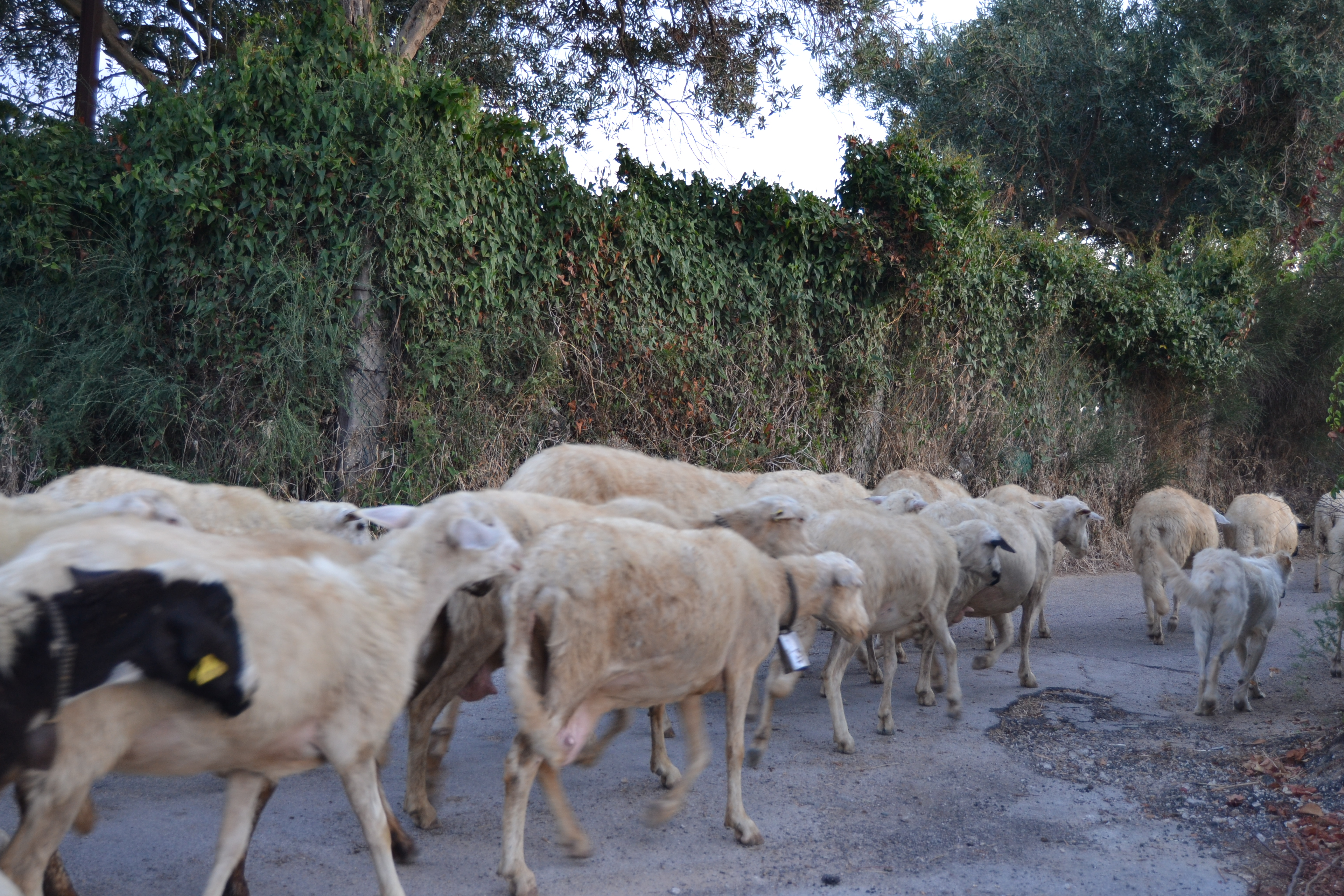
Pastorizia.

Le innovazioni apportate dal duca furono presto diffuse negli altri feudi, dando vita ad un processo di miglioramento di tecniche e colture in una zona prevalentemente caratterizzata dall'arretratezza.